# Life with Boys
Life with Boys (en español, La vida con los chicos) es una comedia adolescente canadiense que comenzó a emitirse en YTV en Canadá el 9 de septiembre de 2011. Sigue la vida de Tess Foster (Torri Webster) mientras se enfrenta a vivir en un hogar con solo chicos: su padre, Jack, y tres hermanos, Gabe, Spencer y Sam. Con la ayuda de su mejor amiga, Allie (Madison Pettis). Life with Boys fue creada por Michael Poryes, quien también cocreó Hannah Montana y That's So Raven. La serie se estrenó en España el 16 de abril de 2012 por Nickelodeon.  Y en Latinoamérica se estrenó en Nickelodeon Latinoamérica el 7 de junio de 2012 y finalizó el 29 de agosto de 2014.  
Se anunció que Life with Boys fue renovada a una segunda temporada. El rodaje empezó el 4 de septiembre de 2012, en Toronto. El 6 de febrero de 2013, la serie se estrenó en la red estadounidense TeenNick.

## Sinopsis
Cada episodio de media hora sigue la vida de Tess Foster una chica de 14 años que transita la adolescencia mientras vive en casa junto a un padre soltero y sobre-protector, y tres hermanos. Aunque Tess adora a los cuatro hombres importantes en su vida, ellos tienen cuatro puntos de vista totalmente diferentes. A pesar de los inconvenientes que pueden derivar por ser la única chica en una casa de solo chicos, estos muchas veces son quienes llegarán con el consejo justo y serán de gran ayuda. Ya se trate de crear de valor para hablar con un chico, que trate de un odioso, o enfrentarse a las consecuencias de ser la única chica en el equipo de lucha de chicos, Life with Boys arroja una luz cómica en muchos de los momentos difíciles de la vida.

## Personajes

### Principales
- Tess Foster (Torri Webster) es la protagonista principal de la serie. Tess tiene 14 años y la única chica en una casa donde solo chicos. Es la única chica de todo el equipo de lucha de chicos de su escuela, ya veces se ocupa de lo que viene con eso. Su mejor amiga es Allie y en la mayoría de las travesuras ella participa. Tess a veces se siente como si se lanzará debajo del autobús en su casa llena de hermanos, pero al final del día los ama a pesar de que ella se siente abrumada. A veces tiene problemas de gases, ella se tiró un gas después de insultar a los matemáticos. A veces se refieren a Tess como la "NiñaNiño Fenómeno" por sus compañeros debido a su interés en los deportes. También es miembro de los mate-atletas.
- Allie Brooks (Madison Pettis) es la mejor amiga de Tess. Tiene 13 años, es una brillante y popular animadora que le encanta la moda y es una típica chica femenina. Ella está constante en la casa de los Foster, a pesar de nunca entender cómo Tess puede sobrevivir en una casa llena de chicos. Allie cuando se enoja se tira gases, y estos pueden ser un poco apestosos. Sin embargo, a veces puede ser un poco insolidaria hacia los problemas que enfrenta Tess. A menudo pasa sus vacaciones de Navidad en Tahití y en Italia.
- Gabriel "Gabe" Foster (Nathan McLeod) es el hermano de 17-18 años de Tess y el mayor de los hermanos Foster y sabe cómo salirse con la suya. Gabe es uno de los chicos galanes estereotipadas de la secundaria que dice ser una especie de jugador cuando se trata de chicas, ya que por lo general sale con más de una chica a la vez. No le gusta "cuidar" a sus hermanos menores.
- Samuel Joseph "Sam" Foster (Michael Murphy) es el hermano mellizo de Tess. Es considerado un nerd por muchos de los personajes. Sam está enamorado de Allie, pero sus esfuerzos por ganarse su corazón siempre terminan en el rechazo.
- Spencer Foster (Jake Goodman) es el hermano menor de Tess. Tiene 9 años de edad, precoz de miedo-inteligente, y utiliza estas herramientas para su beneficio.
- Jack David Foster (Sandy Jobin-Bevans) es el padre de Tess, Gabe, Spencer y Sam y es también el profesor de educación física en la secundaria. Puede ser un poco sobreprotector de su familia, pero se esfuerza al máximo con Tess. Es un padre soltero, ya que su esposa ha fallecido.

### Recurrentes
- Bobby Parelli (John-Alan Slachta) es un campeón de lucha. Era el enemigo de Tess. Él y Tess comenzaron a salir a espaldas de Allie, como Bobby era su exnovio. Después de un período de noviazgo, Tess rompió con Bobby, mientras se dirigía a un partido de béisbol y fingió estar enfermo. Pronto estaba intercambiando números con una chica en la grada.
- Kaylee (Fransesca Martin) es la antagonista principal de la serie y rival de Tess. A ella le gusta hacer la vida de las personas miserable. Es jefa de las animadoras, muy popular,fea y además se cree muy bonita (en la serie ). Puede ser extremadamente mala y carece de inteligencia. Se aprovechó de Sam en un episodio y le pidió que le hiciera el examen para sacarse A+ a cambio de un baile formal en la escuela. Kaylee está prácticamente enojada, la adolescente mala en la secundaria. Su madre salió con Jack.Siempre tiene mal aliento y Tess le dice que necesita una menta.
- Chloe (Madison Scott) es la amiga respaldo de Allie y Tess cuando estaban teniendo una pelea. Ella también tuvo una pelea con su amiga Zoe, que la dejó por el club glee. Chloe también le dice a Tess cuando todos los chicos están enfermos de amor por Tess que necesita para conseguir un novio o ninguna chica volverá a hablar con ella de nuevo. Chloe se lleva bien con Kaylee. También le dice a Tess que la va a extrañar cuando Tess se iba a cambiar de escuela. Chloe solo se ve un par de veces, pero es amiga cercana de Allie y Tess.

## Episodios
| Temporada | Temporada | Episodios | Episodios | Emisión original        | Emisión original     |
| Temporada | Temporada | Episodios | Episodios | Primera emisión         | Última emisión       |
| --------- | --------- | --------- | --------- | ----------------------- | -------------------- |
|           | 1         | 22        | 22        | 9 de septiembre de 2011 | 9 de octubre de 2012 |
|           | 2         | 18        | 18        | 23 de octubre de 2012   | 27 de agosto de 2013 |

## Doblaje al español
| Personaje           | Actor original     | Actor de doblaje (Hispanoamérica) | Actor de doblaje (España) |
| ------------------- | ------------------ | --------------------------------- | ------------------------- |
| Tess Foster         | Torri Webster      | Lupita Leal                       | Graciela Molina           |
| Gabe Foster         | Nathan McLeod      | Luis Fernando Orozco              | Ángel De Gracia           |
| Sam Foster          | Michael Murphy     | José Antonio Toledano             | Carlos Lladó              |
| Spencer Foster      | Jake Goodman       | Emilio Treviño                    | Ana Orra                  |
| Allie Brooks        | Madison Pettis     | Fernanda Robles                   | Carmen Ambrós             |
| Jack Foster         | Sandy Jobin-Bevans | Jorge Badillo                     | Javier Roldán             |
| Créditos técnicos   |                    |                                   |                           |
| Estudio de doblaje  | N/D                | SDI Media de México               | N/D                       |
| Director de Doblaje | N/D                | Rebeca Patiño                     | N/D                       |
| Productor ejecutivo | N/D                | Eduardo Giaccardi                 | N/D                       |

## Estrenos

### YTV
Life with Boys comenzó a transmitirse en YTV en Canadá la noche del viernes a partir del 9 de septiembre de 2011.
El 16 de octubre de 2011, Madison Pettis (Allie) fue estrella invitada en YTV’s Sunday Big Fun Movie Coraline. Ella fue entrevistada por Laura en el medio de algunos de los cortes comerciales. Madison dijo que ella estaba viviendo en Los Ángeles, pero está feliz de estar filmando Life with Boys en Ontario, Canadá. Ella dijo que su cosa favorita de la serie era ella y Torri Webster (Tess).

### Nickelodeon (Reino Unido e Irlanda)
Nickelodeon Reino Unido mostró un adelanto (Episodio #1) de Life with Boys el 21 de octubre de 2011 después de la nueva película de Nickelodeon, The Boy Who Cried Werewolf. El espectáculo se estrenó el 21 de noviembre de 2011, junto con la nueva serie animada de Nickelodeon, Kung Fu Panda: Legends of Awesomeness.

#### Nick Extra
El 31 de diciembre de 2011, Nickelodeon (Reino Unido e Irlanda) dio a conocer un poco sobre Life with Boys. Se mostró detrás de escenas la serie y una entrevista con Torri Webster, Nathan Mc Leod, Michael Murphy y Jake Goodman.

### Nickelodeon (Estados Unidos)
Nickelodeon Estados Unidos estrenó la primera temporada el 6 de febrero de 2013 y finalizó el 26 de junio del mismo año. El canal, al diferencia del resto de los canales de Nickelodeon, no emitió la segunda temporada.

### Nickelodeon (Latinoamérica)
Nickelodeon Latinoamérica comenzó a transmitir la serie el 7 de junio de 2012, finalizando su primera temporada el 18 de diciembre de 2012. Las repeticiones de la serie se emitieron por la madrugada hasta el mes de noviembre de 2014.

### Disney Channel (España)
Disney Channel (España) comenzó a transmitir la serie el 14 de septiembre de 2015, finalizando la emisión de la primera temporada el 20 de octubre del mismo año. La segunda temporada inició su emisión el 18 de enero de 2016 y terminó su emisión el 16 de febrero de 2016.

## Premios y nominaciones
| Año  | Premio             | Categoría                                                              | Candidato     | Resultado |
| ---- | ------------------ | ---------------------------------------------------------------------- | ------------- | --------- |
| 2013 | Young Artist Award | Mejor Actuación en una Serie de Televisión - Actriz Joven Protagonista | Torri Webster | Ganadora  |